# Jeon Mi-do
Dans ce nom coréen, le nom de famille, Jeon, précède le nom personnel.
Jeon Mi-do (née le 4 août 1982) est une actrice de théâtre et de télévision sud-coréenne.

## Carrière
Jeon a fait ses débuts de comédienne dans la comédie musicale Mr. Mouse en 2006 et a depuis eu une longue carrière dans des pièces de théâtre et des comédies musicales.
A la télévision, elle a démarré en 2018 avec un petit rôle dans la série Mother. L'année suivante, elle fait ses débuts sur grand écran dans le film fantastique Métamorphose.
Jeon a décroché son premier rôle principal dans la série télévisée médicale Hospital Playlist. Lorsqu'elle a auditionné pour la première fois, elle pensait que c'était pour jouer l'un des patients, mais le réalisateur Shin Won-ho l'a repérée pour jouer le rôle principal. Lors d'une interview, le réalisateur Shin a déclaré que "Bien que nous ayons créé le personnage, [nous] sentions qu'elle était destinée à jouer Song-hwa.". Sa performance lui a valu une nomination pour la meilleure nouvelle actrice dans la catégorie télévision aux 56e Baeksang Arts Awards,. Pour la bande originale de la série, elle a chanté une reprise de la chanson de Shin Hyo-beom "I Knew I Love" (사랑하게 될 줄 알았어) qui est sortie à l'origine en 2006, qui a culminé comme numéro 1 du Gaon Digital Chart.

## Filmographie

### Films
- 2019 : Métamorphosis (변신) : La mère

### Séries télévisées
- 2018 : Mother (마더) : La mère de Won-hee
- 2020-présent : Hospital Playlist (의사생활) : Chae Song-hwa
- 2022 : Thirty-nine : Jeong Chan-Young

## Théâtre

### Pièces
| Année | Titre             | Rôle          |
| ----- | ----------------- | ------------- |
| 2007  | Menteur 2         | Vicky         |
| 2008  | Agnès of God      | Agnès         |
| 2010  | Hoya              | Gwi-in Lee    |
| 2011  | The author        | Mido          |
| 2011  | La Mouette        | Nina          |
| 2012  | La Cerisaie       | Anya          |
| 2012  | Roméo et Juliette | Juliette      |
| 2013  | 14 à Tchekhov     |               |
| 2014  | Méphisto          | Méphisto      |
| 2014  | Some Girls        | Mido          |
| 2016  | Héhéhé Hahaha     | Yeon Baek-hee |
| 2016  | Bea               | Bea           |
| 2018  | Oslo              | Mona Juul     |

### Comédies musicales
| Année     | Titre                           | Rôle           | Dates de représentation | Lieu de représentation                  | Remarques                       |
| --------- | ------------------------------- | -------------- | ----------------------- | --------------------------------------- | ------------------------------- |
| 2006      | M. Mouse                        |                |                         |                                         |                                 |
| 2007      | White Propose                   |                |                         |                                         |                                 |
| 2007      | Finding M. Destiny              | Femme          |                         |                                         |                                 |
| 2008      | Puberty                         | Soo-hee        |                         |                                         |                                 |
| 2009      | Hero                            | Ling Ling      |                         |                                         |                                 |
| 2010      | Splendid Holiday                | Shin-ae        |                         |                                         |                                 |
| 2010      | The disappearance of the Prince | Ja-sook        |                         |                                         |                                 |
| 2011      | Hero                            | Ling Ling      | 2011.08.23 ~ 2011.09.04 | Théâtre David H. Koch                   |                                 |
| 2012      | Docteur Jivago                  | Lara           | 2012.01.27 ~ 2012.06.03 | Théâtre Charlotte                       | Distribution originale de Séoul |
| 2012      | Bungee Jump                     | Tae-hee        | 2012.07.14 ~ 2012.09.02 | Blue Square IMarché Hall                | Distribution originale          |
| 2012      | Mirror Princess Pyeong Gang     | Yeon-i         | 2012.12.11 ~ 2013.03.31 | Salle d'art Sh                          |                                 |
| 2013      | Moon embracing the sun          | Yeon-woo       |                         |                                         |                                 |
| 2013      | Bungee Jump                     | Tae-hee        | 2013.09.27 ~ 2013.11.17 | Centre d'art de Doosan                  |                                 |
| 2013      | Werther                         | Charlotte      | 2013.12.03 ~ 2014.01.12 | Centre des arts de Séoul, Théâtre Towol |                                 |
| 2014      | Once                            | Fille ,        |                         | Acteurs de Séoul                        |                                 |
| 2015      | L'homme de la Manche            | Aldonza        | 2015.07.30 ~ 2015.11.01 | Centre d'art D Cube                     | 10 eme anniversaire             |
| 2015      | Maybe happy ending              | Claire         | 2015.09.21 ~ 2015.09.22 | SeeYa Project Box                       | Distribution originale          |
| 2015      | Werther                         | Charlotte      | 2015.11.10 ~ 2016.02.13 | Centre des arts de Séoul                | 15e anniversaire                |
| 2016      | Sweeney Todd                    | Madame. Lovett | 2016.06.21 ~ 2016.10.03 | Théâtre Charlotte                       |                                 |
| 2016-2017 | Maybe happy ending              | Claire         | 2016.12.20 ~ 2017.03.05 | Usine culturelle de Daemyeong           |                                 |
| 2017      | Maybe happy ending              | Claire         | 2017.10.23 ~ 2017.11.12 | Usine culturelle de Daemyeong           |                                 |
| 2018      | Docteur Jivago                  | Lara           | 2018.02.27 ~ 2018.05.07 | Théâtre Charlotte                       |                                 |
| 2018      | Il Tenore                       | Seo Jin Yeon   |                         |                                         |                                 |
| 2019      | When we were seventeen          | Miyeon         |                         |                                         |                                 |
| 2020      | Maybe happy ending              | Claire         |                         |                                         |                                 |

## Discographie

### Bande sonore de comédie musicale
| Année | Titre de la chanson | Album                                           | Remarques                           |
| ----- | --- | ----------------------------------------------- | ----------------------------------- |
| 2012  | "Have You Ever Heard" (혹시, 들은적 있니)                                                                                | Enregistrement du casting de Bungee Jump        |                                     |
| 2012  | "Acte 1 Finale" | Enregistrement du casting de Bungee Jump        | avec Kang Pil-seok et Lee Jae-kyun  |
| 2012  | "That's my everything" (그게 나의 전부란 걸)                                                                             | Enregistrement du casting de Bungee Jump        | avec Kang Pil-seok et Yoon So-ho    |
| 2015  | "The Legend of Magnet Mountain" (자석산의 전설)                                                                          | Enregistrement de la distribution de Werther    | avec Song Na-young                  |
| 2015  | "We Are" (우리는) | Enregistrement de la distribution de Werther    | avec Cho Seung-woo                  |
| 2015  | "One Thousand Years" (하룻밤이 천년)                                                                                     | Enregistrement de la distribution de Werther    | avec Cho Seung-woo                  |
| 2015  | "My sweet love" (반가운 나의 사랑)                                                                                       | Enregistrement de la distribution de Werther    | avec Cho Seung-woo et Moon Jong-won |
| 2015  | "If you can't take a step" (발길을 뗄 수 없으면)                                                                         | Enregistrement de la distribution de Werther    | avec Moon Jong-won                  |
| 2015  | "Like a sting of lightning" (번갯불에 쏘인 것처럼)                                                                       | Enregistrement de la distribution de Werther    | avec Cho Seung-woo                  |
| 2015  | "God" (하나님) | Enregistrement de la distribution de Werther    |                                     |
| 2015  | "Not too much" (다만 지나치지 않게)                                                                                      | Enregistrement de la distribution de Werther    | avec Cho Seung-woo                  |
| 2015  | "My sinister heart" (불길한 내 마음)                                                                                     | Enregistrement de la distribution de Werther    |                                     |
| 2017  | "I'm going to see you" (만나러 갈 거예요 )                                                                               | Enregistrement du casting de Maybe Happy Ending | avec Kim Jae-bum                    |
| 2017  | "Fireflies and Jeju Island" (반딧불, 그리고 제주도)                                                                      | Enregistrement du casting de Maybe Happy Ending | avec Jung Moon-sung                 |
| 2017  | "Goodbye, my room" | Enregistrement du casting de Maybe Happy Ending | avec Jung Wook-jin                  |
| 2017  | "We Walked the Streets in the Rain With Umbrellas" (우린 우산을 나눠쓴 채 그 빗속의 거리를 걸었어)                       | Enregistrement du casting de Maybe Happy Ending | avec Kim Jae-bum                    |
| 2017  | "My favorite love story"                                                                                                 | Enregistrement du casting de Maybe Happy Ending | avec Kim Jae-bum                    |
| 2017  | "More than you think" (생각보다, 생각만큼)                                                                               | Enregistrement du casting de Maybe Happy Ending |                                     |
| 2017  | "What people have learned" (사람들로부터 배운 것)                                                                        | Enregistrement du casting de Maybe Happy Ending |                                     |
| 2017  | "Love is" (사랑이란) | Enregistrement du casting de Maybe Happy Ending | avec Jung Wook-jin                  |
| 2017  | "Sorry I couldn't keep my promise" (미안, 나 약속 못 지켰어)                                                             | Enregistrement du casting de Maybe Happy Ending | avec Jung Wook-jin                  |
| 2017  | "Nevertheless" (그럼에도 불구하고)                                                                                       | Enregistrement du casting de Maybe Happy Ending | avec Kim Jae-bum                    |
| 2017  | "I'm Afraid I'll Leave the Flowerpot in the Window Too Long"<br /> (화분, 화분 다시 창가에 너무 오래 놔둘까 봐 걱정돼서) | Enregistrement du casting de Maybe Happy Ending |                                     |
| 2017  | "You can just remember that" (그것만은 기억해도 돼)                                                                      | Enregistrement du casting de Maybe Happy Ending | avec Jung Moon-sung                 |
| 2017  | "Thank you for knocking on my door" (내 문을 두드려줘서 고마웠어")                                                       | Enregistrement du casting de Maybe Happy Ending | avec Jung Moon-sung                 |
| 2017  | "With love, maybe" (사랑이란, 어쩌면)                                                                                    | Enregistrement du casting de Maybe Happy Ending | avec Jung Wook-jin                  |
| 2017  | "Nevertheless (Single ver. )" (그럼에도 불구하고)                                                                        | Enregistrement du casting de Maybe Happy Ending | avec Jung Wook-jin                  |
| 2018  | "When the music played"                                                                                                  | Enregistrement du casting du docteur Zhivago    |                                     |
| 2018  | "Now" | Enregistrement du casting du docteur Zhivago    | avec Park Eun-tae                   |
| 2018  | "On the edge of time" | Enregistrement du casting du docteur Zhivago    | avec Park Eun-tae                   |

### Bande sonore de série télévisée
| Titre | Année | Positions maximales sur le graphique | Positions maximales sur le graphique | Positions maximales sur le graphique | Album                 |
| Titre | Année | KOR                                  | KOR Hot                              | EU Monde                             | Album                 |
| --- | ----- | ------------------------------------ | ------------------------------------ | ------------------------------------ | --------------------- |
| "I knew I love" (사랑하게 될 줄 알았어) | 2020  | 1                                    | 2                                    | -                                    | Hospital Playlist OST |
| "Oh! What a shiny night (Version série)" (밤이 깊었네) * | 2020  | 37                                   | 24                                   | -                                    | Hospital Playlist OST |
| "Canon (Version série)" (캐논) * | 2020  | 194                                  | -                                    | -                                    | Hospital Playlist OST |
| "Me to you, you to me" (너에게 난, 나에게 넌) * | 2020  | 6                                    | 5                                    | 20                                   | Hospital Playlist OST |
| « - » désigne les versions qui n'ont pas été répertoriées ou qui n'ont pas été publiées dans cette région. « * » chantées avec Jo Jung-suk, Yoo Yeon-seok, Jung Kyung-ho et Kim Dae-myung, et diffusées sous le nom de groupe "Mido & Falasol". |       |                                      |                                      |                                      |                       |

## Récompenses et nominations
| Year | Award                         | Category                    | Work(s)            | Result     | Ref.   |
| ---- | ----------------------------- | --------------------------- | ------------------ | ---------- | ------ |
| 2008 | Korean Drama Awards           | Rookie of the Year Award    | Agnes of God       | Lauréat    | [ 16 ] |
| 2015 | 9th The Musical Awards        | Best Actress                | Once               | Lauréat    | [ 17 ] |
| 2017 | 1st Korea Musical Awards      | Best Actress                | Sweeney Todd       | Lauréat    |        |
| 2017 | 6th Yegreen Musical Awards    | Women Popularity Award      | Maybe Happy Ending | Lauréat    | [ 17 ] |
| 2018 | 2nd Korea Musical Awards      | Best Actress                | Maybe Happy Ending | Lauréat    |        |
| 2019 | 3rd Korea Musical Awards      | Best Actress                | Doctor Zhivago     | Nomination |        |
| 2020 | 56th Baeksang Arts Awards     | Best New Actress (TV)       | Hospital Playlist  | Nomination |        |
| 2020 | Brand of the Year Awards 2020 | Best New Actress            | Hospital Playlist  | Lauréat    |        |
| 2020 | 2nd Asia Contents Awards      | Newcomer Actress            | Hospital Playlist  | Lauréat    | [ 18 ] |
| 2020 | 5th Asia Artist Awards        | Best Acting Award           | Hospital Playlist  | Lauréat    |        |
| 2020 | Melon Music Award             | Best Ost ("I Knew I Love")  | Hospital Playlist  | Nomination |        |
| 2020 | 30th Seoul Music Award        | Best Ost ("I Knew I Love")  | Hospital Playlist  | Nomination |        |
| 2020 | 15th Asia Model Festival      | Rising Star Award           | NC                 | Lauréat    | ,      |
| 2021 | 7th APAN Star Awards          | Best New Actress            | Hospital Playlist  | Lauréat    |        |
| 2021 | 7th APAN Star Awards          | Popular Star Award, Actress | Hospital Playlist  | Nomination |        |